# Línea Villabona de Asturias-San Juan de Nieva
La línea Villabona de Asturias-San Juan de Nieva es un ramal ferroviario en el Principado de Asturias, que discurre entre San Juan de Nieva y el punto de empalme con la línea Venta de Baños-Gijón en Villabona de Asturias. Recorre los concejos de Castrillón, Avilés, Corvera de Asturias y Llanera. 
Está catalogada como la línea 144 de la Red Ferroviaria de Interés General, y es titularidad de Adif.

## Historia

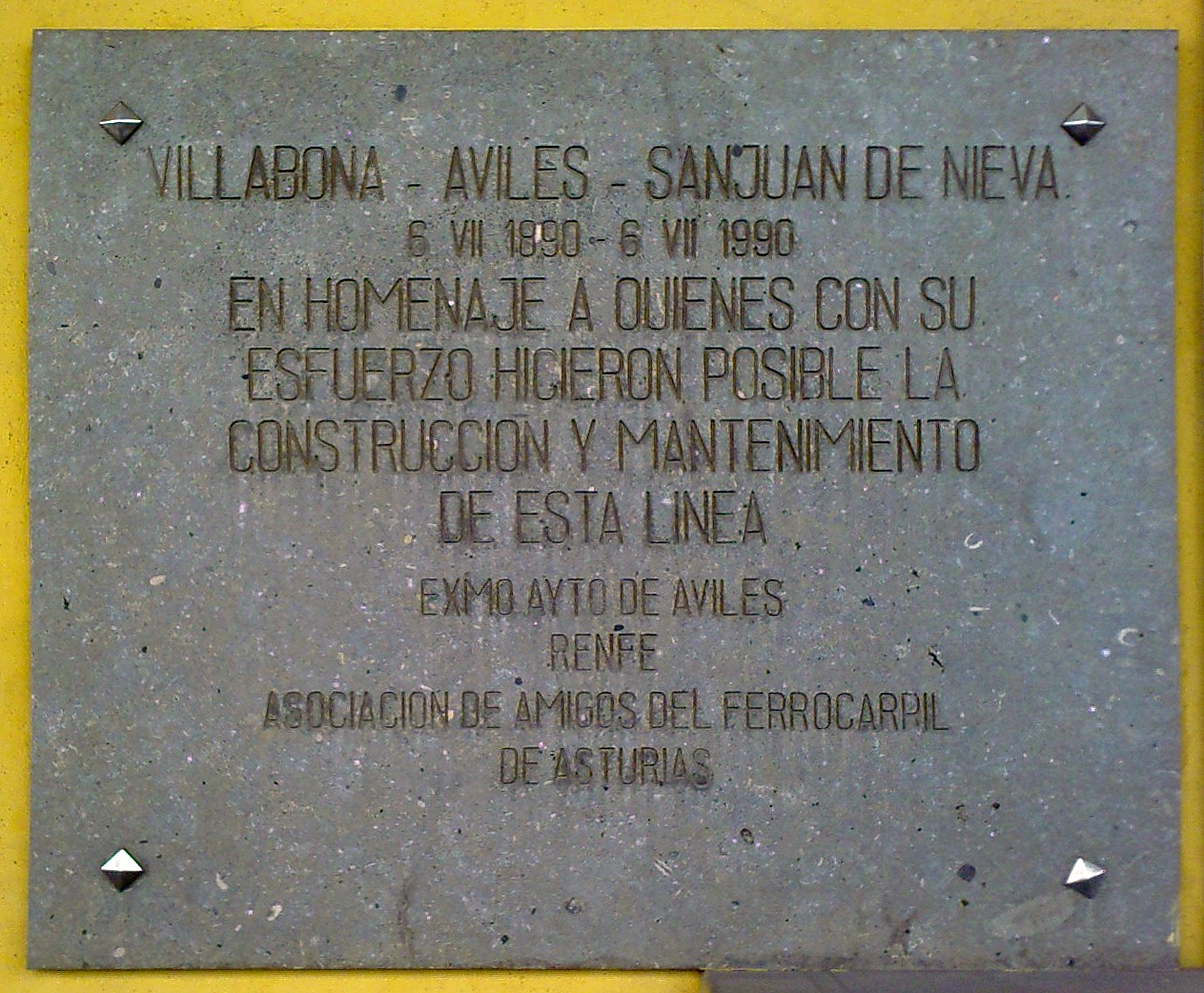
Placa conmemorativa del centenario de la línea, en la estación de Avilés

A mediados del siglo XIX hay varias propuestas para unir Avilés y su puerto con el ferrocarril. Tras fracasar los anteriores intentos, la concesión que finalmente traerá el ferrocarril a Avilés y San Juan de Nieva desde Villabona de Asturias se otorga el 3 de septiembre de 1882 a la sociedad «Crédito general de ferro-carriles». Esta concesión se prorroga cuatro años en 1886 y nuevamente el 29 de mayo de 1894 hasta el 1 de septiembre de ese mismo año. El tramo Villabona-Avilés se inaugura y entra en servicio en julio de 1890, mientras que la puesta en servicio de la prolongación hasta San Juan de Nieva ocurre 4 años más tarde, en 1894.
Antes de que se completaran las obras, en 1886, la sociedad se vio obligada, por motivos financieros, a transferir la concesión a la Compañía de los Caminos de Hierro del Norte de España, que abriría la línea y la explotaría hasta su nacionalización en 1941. Al nacionalizarse los ferrocarriles, pasa a depender de la recién creada RENFE. Desde el 1 de enero de 2005, la infraestructura es titularidad de Adif. Al contar únicamente con servicios de cercanías, las estaciones de viajeros de la línea son gestionadas por Renfe Operadora como parte de la red de cercanías.
En 1946 se incluye esta línea, como parte de los ramales de Asturias, en el «Plan General de Electrificación» que contemplaba la extensión de la electrificación existente en la rampa de Pajares a las líneas ferroviarias de ancho ibérico en Asturias, entrando en servicio la electrificación en 1955.
La creación de la Empresa Nacional Siderúrgica, conocida por su acrónimo "ENSIDESA", encomendada en 1950 al Instituto Nacional de Industria y otorgándole la condición de empresa de «interés nacional», requiere para la aportación de materias primas y la expedición de sus productos una conexión ferroviaria. Para ello, se autoriza la construcción de un acceso ferroviario, pudiendo usar expropiación forzosa, que conecte la factoría con la línea Villabona de Asturias-San Juan de Nieva en el punto kilométrico 11.33 de esta línea.

## Características

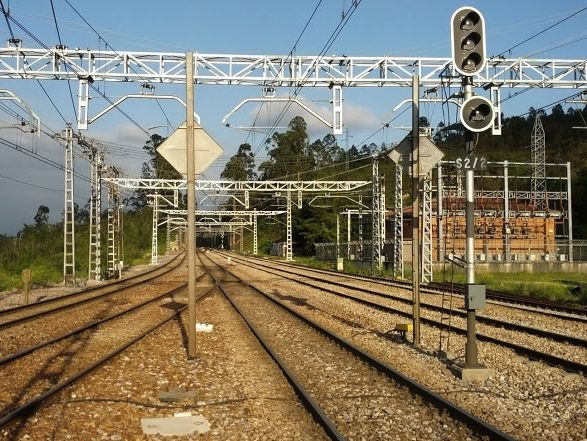
Punto de unión con la línea León-Gijón, visto dirección Oviedo

Según la declaración de la red de Adif, la línea Villabona de Asturias-San Juan de Nieva es una línea de ancho ibérico electrificada. Cuenta con vía doble entre Villabona de Asturias y Nubledo, siendo el tramo restante de vía única, tiene una longitud de 20.8 kilómetros y recorre cinco estaciones y cuatro apeaderos.
El trazado cuenta con dos túneles de 194 y 299 metros de longitud. Tiene una rampa característica de 24 milésimas (2.4%) en dirección sur, la dirección de circulación de los trenes de mercancías cargados con productos siderúrgicos pesados. La rampa característica en dirección norte es de 11 milésimas.
La electrificación es a 3000 V CC, alimentándose mediante subestaciones eléctricas ubicadas en Villabona y en Villalegre. La velocidad máxima de circulación en el tramo entre Villabona y Avilés es de 85 kilómetros por hora. Entre Avilés y San Juan, la velocidad máxima asciende a 140 km/h. La línea está equipada con balizas de Anuncio de Señales y Frenado Automático (ASFA), sistema de comunicación analógico Tren-tierra y cuenta con control de tráfico centralizado (CTC) combinado con bloqueo automático (BAU/BAB). En el tramo de vía doble el sentido de circulación es por la izquierda, aunque siendo vía «banalizada» permite circulaciones en ambas direcciones.

## Futuro
Estudios realizados para el Ministerio de Fomento en el marco de la llegada de la alta velocidad ferroviaria a Asturias consideran adaptar el trazado de esta línea en las inmediaciones de Villabona con el objetivo de reducir la rampa del trazado actual entre Villabona y Cancienes. Este cambio de trazado vendría acompañado con la creación de una conexión directa entre Avilés y Gijón, sin necesidad de inversión de marcha en Villabona. Los estudios propuestos contemplan también la duplicación de la vía entre Nubledo y La Rocica.

## Situación ferroviaria
La línea se separa justo antes de Villabona de la línea Venta de Baños-Gijón, y tiene su fin en la playa de vías de San Juan de Nieva. En Nubledo se inicia la línea 148 que da acceso a la red ferroviaria interna de ArcelorMittal en Trasona. 
Este ramal es asimismo de importancia como conexión terrestre para el Puerto de Avilés, contando actualmente con conexión con los muelles del margen izquierdo de la ría en San Juan de Nieva. Está prevista para el año 2017 la entrada en servicio de un nuevo acceso ferroviario al muelle de Valliniello, en el margen derecho de la ría, a través de la red ferroviaria de ArcelorMittal y la línea 148 Nubledo-Trasona.

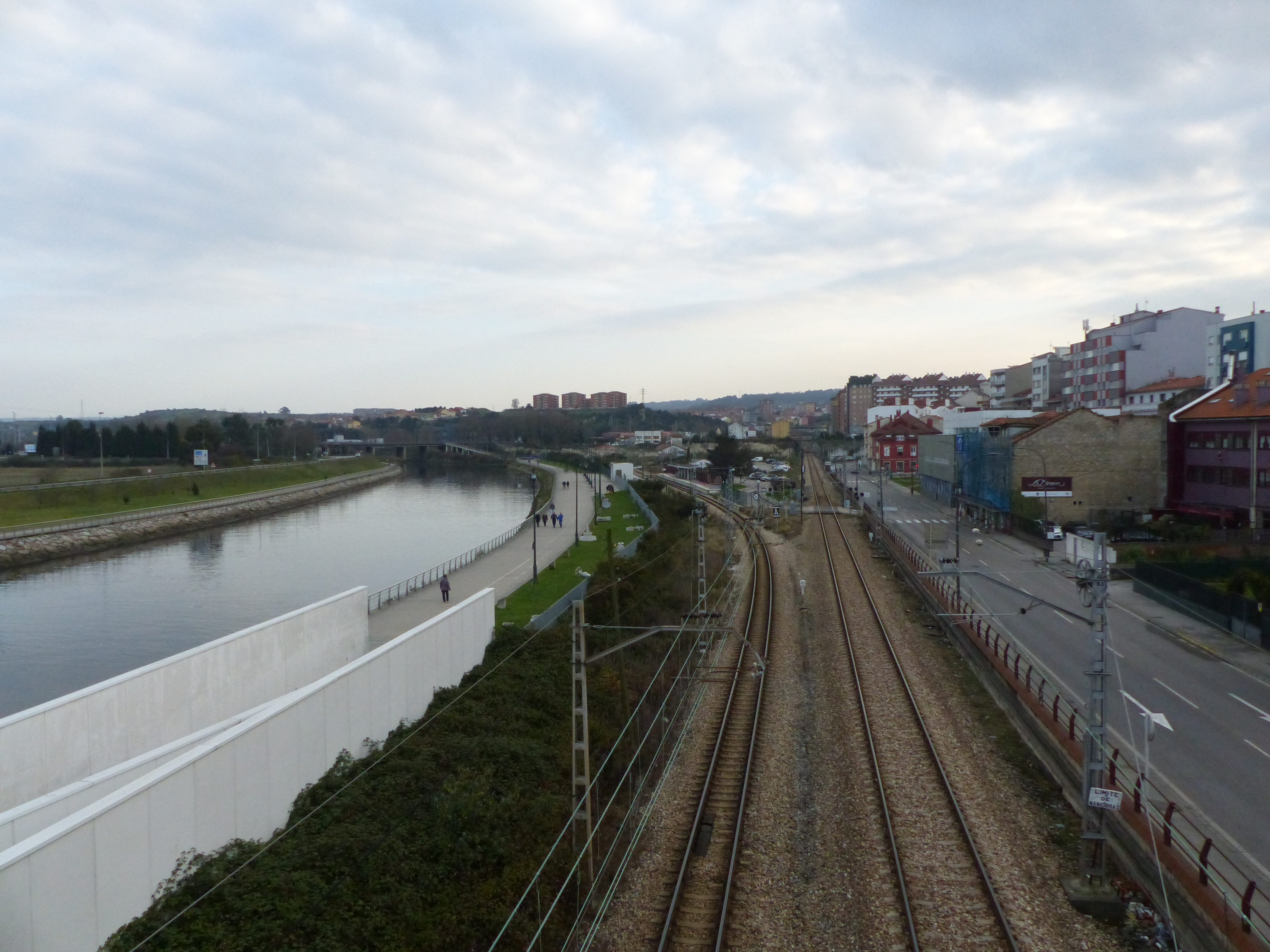
La línea Villabona-San Juan de Nieva, a la derecha, junto a la línea de ancho métrico Ferrol-Gijón en Avilés

Discurre el concejo de Avilés parcialmente en paralelo a la línea Ferrol-Gijón de la red de ancho métrico de Adif. Ambas líneas comparten la ubicación de la estación de viajeros principal de la ciudad y tienen en el cargadero de La Maruca instalaciones que permiten el transbordo de mercancías entre ambas redes.

## Circulaciones
Actualmente cuenta con servicios de Cercanías y de mercancías. La línea C-3 conecta San Juan de Nieva y Oviedo, realizando parada en las estaciones intermedias. Hasta mediados de los años 90 contaba también con servicios de larga distancia entre Madrid-Chamartín, Avilés y San Juan de Nieva.
Según datos de 2013, la línea contaba con 343 circulaciones medias semanales de Cercanías entre Villabona y Avilés, circulando 201 por el tramo Avilés-San Juan de Nieva. El tramo entre Villabona y Nubledo contaba además con 138 circulaciones medias semanales de mercancías y 3 de servicio, y el tramo Nubledo-San Juan de Nieva con 18 de mercancías y una de servicio.